# Andreas Möller
Andreas Möller (Frankfurt am Main, 1967. szeptember 2. –) világ- és Európa-bajnok német labdarúgó, középpályás, edző.

## Pályafutása

### Klubcsapatban
1973-ban a BSC Schwarz-Weiß 1919 Frankfurt korosztályos csapatában kezdte a labdarúgást. 1981-ben figyelt fel rá az Eintracht Frankfurt és leigazolta. 18 évesen 1985-ben mutatkozott be a Bundesligában. Az Eintracht színeiben három időszakban is játszott (1985–87, 1990–92, 2003–04). 1988-ban a Borussia Dortmundhoz igazolt és először két idényen át, majd 1994 és 2000 között újabb hat idényen játszott a csapatban. Tagja volt az 1997-es BL-győztes csapatnak. 1992 és 1994 között a Juventus csapatában szerepelt Olaszországban. Utolsó előtti profi klubja 2000 és 2003 között a Schalke 04 volt. 2004-ben az Eintracht Frankfurt csapatában fejezte be az aktív labdarúgást.

### A válogatottban
1988 és 1999 között 85 alkalommal szerepelt a német válogatottban és 29 gólt szerzett. Tagja volt az 1990-es világbajnok és az 1996-os Európa-bajnok csapatnak. 1988 és 1990 között négyszeres U21-es válogatott és két gólt szerzett.

## Sikerei, díjai
Németország
- Világbajnokság
  - világbajnok: 1990, Olaszország
- Európa-bajnokság
  - Európa-bajnok: 1996, Anglia
  - ezüstérmes: 1992, Svédország
- United States Cup
  - győztes: 1993

 Borussia Dortmund
- Német bajnokság (Bundesliga)
  - bajnok: 1994–95, 1995–96
- Nyugatnémet kupa (DFB-Pokal)
  - győztes: 1989
- Német szuperkupa (DFL-Supercup)
  - győztes: 1995, 1966
- UEFA-bajnokok ligája
  - győztes: 1996–97
- Interkontinentális kupa
  - győztes: 1997

 Juventus FC
- UEFA-kupa
  - győztes: 1992–93

 FC Schalke 04
- Német kupa (DFB-Pokal)
  - győztes: 2001, 2002